# Ratpenat de Rickett
El ratpenat de Rickett (Myotis ricketti) és una espècie de ratpenat de la família dels vespertiliònids. Viu a Laos, el Vietnam i la Xina. La seva dieta està formada principalment per peix i és el ratpenat més especialitzat en la pesca de la regió. La seva poca permissivitat a la presència humana i de la contaminació de l'aigua on pesca, sobretot a la Xina, han portat l'espècie a una davallada d'exemplars. En els propers 15 anys el 30% de ratpenats de Ricket desapareixeran per culpa de la contaminació de l'aigua on s'alimenta.